# Castello di Vicalvi
Il castello di Vicalvi, risalente all'XI secolo, si trova sulla sommità del colle interessato dall'omonimo paese della Valle di Comino, a ridosso dell'appennino abruzzese del parco nazionale d'Abruzzo, Lazio e Molise, in provincia di Frosinone. Benché si presenti come rudere, questo forma con le due cinte murarie poligonali, quasi integre, una vasta area fortificata, che consente di leggerne le varie fasi di costruzione, le funzioni e la strutturazione all'interno di un più ampio sistema difensivo, comprendente anche i vicini manieri di Alvito e Picinisco.

## Storia e descrizione

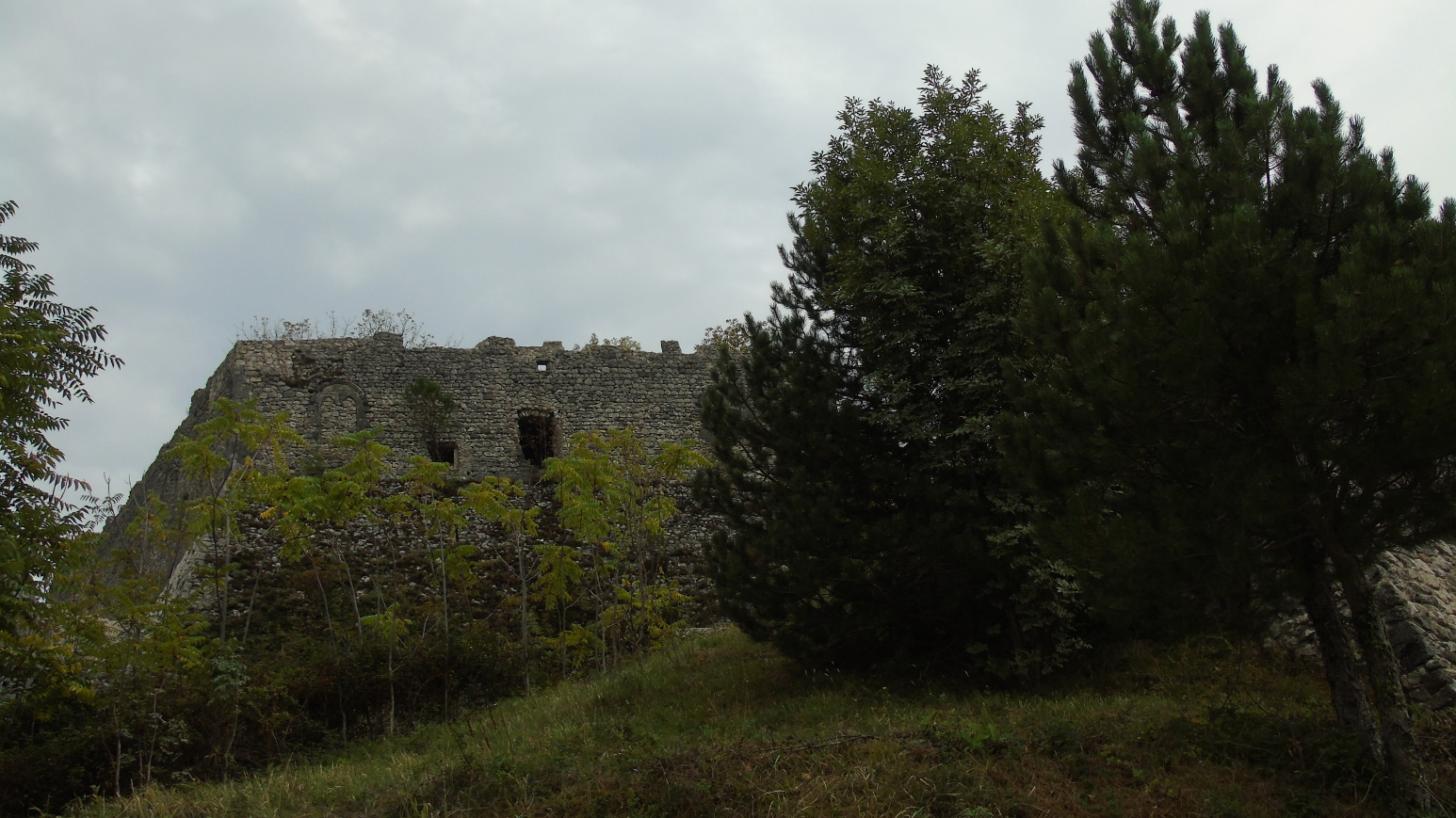

Prima possedimento longobardo, con principi di Capua, nel 1017 entrò nel possesso di Montecassino. I monaci lo tennero fino all'inizio del XIII secolo, quando passò alla famiglia d'Aquino, che ne rafforzò la fortificazione, cingendola di un doppio anello di mura.
Dopo una breve successione, nel possedimento, fra gli Étendard e, ancora, i conti d'Aquino, il castello passò ai Cantelmo, i quali però, scegliendo come dimora il castello di Alvito, ne decretarono il repentino abbandono e la più lenta e graduale rovina. Il duca di Alvito, ad inizio XIX secolo, decise di cederlo alla famiglia Celli (imparentata con la famiglia Marsella).
I resti consentono di testimoniare le prime fasi di fortificazione all'epoca preromana, in particolare al V o al IV secolo a.C., laddove i primi documenti che attestano la presenza del castello sono del 937.
A parte diversi successivi ampliamenti, la prima vera ristrutturazione si collocherebbe nel XIV secolo, durante il possesso degli Étendard, in base all'insieme di elementi strutturali orizzontali e verticali richiamanti lo stile gotico, compresa l'originale copertura a falda unica pendente verso l'interno.

## La leggenda
Il castello di Vicalvi è anche noto alle cronache esoteriche, per le visioni che si sarebbero qui registrate. Secondo la leggenda, in effetti, il luogo sarebbe teatro delle apparizioni di una ex-cortigiana, la Signora Incatenata. Il nome che le è stato impropriamente attribuito risulta del tutto estraneo alla storia del castello di Vicalvi e ai suoi diversi feudatari nel tempo. Lei sarebbe vissuta nel castello nel XVIII secolo, segnalandosi per aver fatto uccidere i giovani che seduceva, durante le assenze del marito. Questi però, avendola scoperta, la fece murare viva in una delle torri.